# 亞歷山德里亞鎮區 (新澤西州)
亞歷山德里亞鎮區（英語：Alexandria Township）是位於美國新澤西州亨特登縣的一個鎮區。

## 地方資料
亞歷山德里亞鎮區的面積為71.87平方千米，當中陸地面積為71.31平方千米，而水域面積為0.56平方千米。根據2020年美國人口普查的數據，當地共有人口4809人，而人口密度為每平方千米66.91人。